# 中村龍介
中村 龍介（なかむら りゅうすけ、1985年2月12日 - ）は、日本の俳優である。クィーンズアベニューに所属している。福岡県出身。

## 人物・来歴
2004年3月17日上京。パフォーマー・ダンサーなどを経て現在の事務所に所属。
2008年2月1日より役者として本格的に活動開始。
パフォーマー・ダンサー時代にも出演作多数。
2024年2月時点
趣味は映画鑑賞、ペットショップ巡り、牛タン屋さん巡り。
チワワ、ハリネズミ、フクロモモンガなどを飼育している。
好きなゲームは龍が如くシリーズ
好きな漫画はONEPIECE
嫌いな食べ物はグリーンピース

## 出演

### テレビドラマ
- ウルトラシリーズ
  - ウルトラマンネクサス 第22・23話（2005年3月5日・12日、CBC） - 作業員 役
  - ウルトラマンオーブ 第9話「ニセモノのブルース」（2016年9月3日、テレビ東京） - 馬場竜次 役
- こちら本池上署 第8話「小学校荒らし」（2004年12月6日、TBS）
- いちばん暗いのは夜明け前 第12話「アイコ」（2005年9月18日、TX）
- Pinkの遺伝子 第8話「キス☆キス☆キス☆」（2005年11月21日、テレビ東京）
- ごくせん 第3シリーズ 第8話（2008年6月7日、日本テレビ）
- ROOKIES 第8話（2008年6月28日、TBS）
- ギラギラ（2008年10月 - 12月、テレビ朝日） - 心 役
- 任侠ヘルパー 第11話（2009年9月17日、フジテレビ）
- サムライ・ハイスクール 第6話（2009年11月21日、日本テレビ）
- インディゴの夜（2010年1月、東海テレビ/フジテレビ） - 竹田 役
- 筆談ホステス 〜母と娘、愛と感動の25年。届け!わたしの心〜（2010年1月10日、TBS）
- 土俵ガール！第8話（2010年8月31日、TBS/MBS）
- 月曜ゴールデン 警視庁再犯防止課 真崎英嗣〜ある少年との5日間の危険な約束〜（2011年8月1日、TBS） - 金城謙太 役
- 華和家の四姉妹 第7話（2011年8月21日、TBS）
- 俺の空 刑事編 第1話（2011年10月16日、テレビ朝日） - 磯島信二 役
- 匿名探偵 第8話（2012年11月30日、テレビ朝日） - 江畑亮介 役
- Messiah メサイア -影青ノ章-（2015年2月 - 3月、TOKYO MX） - 三栖公俊 役
- PANIC IN 第7話「脱俺」（2015年5月29日、BSスカパー!）- コンドル 役
- WOWOWドラマW「不発弾｣第2話（2018年6月17日、WOWOW）- 田村聡 役

### バラエティ
- 戦国鍋TV 〜なんとなく歴史が学べる映像〜（2010年4月 - 2011年・2013年、独立UHF局）
  - 「SHICHIHON槍」 - 片桐且元 役
  - 「戦ハーフタイム」- 池田恒興 役
  - 「戦国にほえろ!」 - 島左近 役
  - 「武武家」- 若者A　役
  - 幕×JAPAN（幕BATSUJAPAN） - TAKA 役
- ゲイジツ野郎～アートが学べるかもなTV～（2012年10月8日、フジテレビ）
- かみばな〜日本には八百万の神様がいるかもしれない〜（2013年4月 - 、BS11）
- アニメマシテ（2017年6月19日、テレビ東京）
- Actors Nabi（2017年7月12日、MX）
- ダンス進化論2.5 ～2.5次元俳優が新ダンスを発見！～（2018年2月26日・3月16日・4月20日、メ～テレ ダンスチャンネル）[2]

### 映画
- 死〜DEADBALL〜球（2005年） - ギャング 役
- バックファイヤー（2006年） - ドラム 役
- クローズZERO（2007年） - 忠太四人衆 役
- スバル－昴－（2009年） - 龍 役
- 最恐ダーリン（2010年） - 黒田幸斗 役
- Messiah メサイア -漆黒ノ章-（2013年8月31日公開、監督:山口ヒロキ） - 三栖公俊 役
  - Messiah メサイア -深紅ノ章-（2015年10月17日公開、監督:山口ヒロキ） - 三栖公俊 役
  - Messiah メサイア外伝 -極夜Polar night-（2017年6月17日公開、監督:山口ヒロキ） - 三栖公俊 役
- カバディーン!!!!!!!〜怒黒高校編〜（2014年10月11日、監督:アベユーイチ）- 服部 役
- 表と裏 第2章（2015年8月29日公開、2015年4月25日発売、監督:藤原健一）- 林田和男 役
  - 第3章（2015年7月3日公開、2015年7月25日発売）
  - 第4章（2015年10月25日発売）
  - 第5章（2016年1月25日発売）
  - 最終章（2016年2月6日公開、2016年4月25日発売）
- インターン！（2016年11月5日公開、監督： 吉田秋生）- 松田修平 役
- Short Shorts Film Festival & Asia×AKB48GROUP｢AKB ShortShorts｣project｢９つの窓～さおり～｣（2016年2月6日公開）- 浩一 役
- 青春ディスカバリーフィルム～どこだって青春編～『がむしゃらソールド・アウト！』（2017年公開）- マネージャー 小杉 役
- 黄龍の村（2021年9月24日公開、ラビットハウス、監督：阪元裕吾） - 田村弘 役
- グリーンバレット 最強殺し屋伝説国岡［合宿編］（2022年8月26日公開、監督：阪元裕吾）- 双葉克茂 役
- 舞台×映像×人狼ゲーム！『ウルフハンターが行く！ 人狼 三国志編』（2023年7月7日公開、監督： 笹木彰人）- 呂布 役

### Vシネマ
- 喧嘩の極意6（2010年2月25日）- 杉山隆 役
- 新・闇武者 〜魔道封印〜（2010年7月17日） - 白鬼 役
- 鎧武外伝 仮面ライダーデューク/仮面ライダーナックル（2015年） - シュラ / 仮面ライダーブラックバロン 役
- 組長への道 餓鬼極道 1・2（2018年） - 主演・清田明信 役
- 組長への道 餓鬼極道 3・4（2018年） - 三東会緒方組幹部 清田明信 役
- ソタイ 〜組織犯罪対策部vs反社会勢力〜 1・2（2020年） - 黒龍会総長 矢沢組組長 矢沢栄吾 役

### 舞台
- YANASE presents ｢Broadway Gala Concert 2008｣（2008年4月12日-13日、青山劇場）
- 2008Air Studio Spring Stage「戦後62年を飛び越えて〜二つの特攻隊の物語〜」『Kiss Me You！〜がんばったシンプー達へ〜』（2008年5月8日-13日、全労済ホール スペース・ゼロ）
- Air Studioプロデュース公演 『オサエロ』（2008年7月17日-21日、Air-Studio） - 浅井勝彦 役
- 最遊記歌劇伝－Dead or Alive－（2009年3月20日 - 29日 、サンシャイン劇場/ 4月11日 - 12日、シアターBRAVA!） - 清一色 役
- 劇団空感エンジン旗揚げ公演「ツワモノ～２０××年･･･首都、江戸～｣（2009年7月1日-6日、新宿SPACE107）
- コントンクラブ～オムニバス・ギャグショー～（image1）（2009年12月2日-13日、博品館劇場）
  - コントンクラブimage2（2010年4月7日-11日、シアターサンモール）
- 東京深夜舞台第6回公演 「東京想い出銀行」（2010年1月30日、渋谷DUO MUSIC EXCHANGE）- 柿向井 役
- abc★赤坂ボーイズキャバレー 〜心ごと脱げ!〜【1回表】（2010年8月18日 - 29日、赤坂ACTシアター/9月3日 - 5日、サンケイホールブリーゼ）- 黒部哲司 役
  - abc★赤坂ボーイズキャバレー Spin Off「裏」【1回裏】（2010年10月9日、シアターサンモール）- 黒部哲司 役 ※ゲスト出演
- ルドビコ★plus+ vol.1 異空間ステージ 花咲ける青少年 〜The Budding Beauty〜（2010年9月29日-10月6日 、草月ホール）- イップユン 役
  - ルドビコ★plus+ vol.2 異空間ステージ 花咲ける青少年 〜The Budding Beauty in The Oriental Blue Wind〜（2011年2月16日-27日、草月ホール）- イップユン 役
- 戦国鍋TV
  - 新春戦国鍋祭～あんまり近づきすぎると斬られちゃうよ～（2011年1月10日 - 13日、サンシャイン劇場）- かたくん（片桐且元） 役 ※第二部ミュージックトゥナイト！のみゲスト出演
  - 大江戸鍋祭〜あんまりはしゃぎ過ぎると討たれちゃうよ〜（2011年12月23日 - 31日、明治座/梅田芸術劇場） - 毛利小平太/アワレンブラック（林信篤）役
- 少年社中第24回公演【天守物語】（2011年6月3日-6月12日、吉祥寺シアター）- 鷹/童子/柴 役
- THE東京ピチピチBOYS 第16回公演「バック・トゥ・ザ 三億円事件!」（2011年8月27日-28日、下北沢北沢タウンホール）- 拓海 役
- 舞台｢シャッフル｣（2011年10月28日-11月13日、東京タワー1階特設ホール）- 神宮寺/アガサ 役
- 【朗読劇】「クリスマスキャロル ～michiとトナカイくんからのクリスマスプレゼント～ 」（2011年12月3日-4日、東京タワーA2ホール）- 耕太 役
- 朗読劇｢僕等の図書室 ～みんなで読書会～｣（2012年4月27日-29日、シアタードラマシティ）
  - 僕等の図書室2（2012年9月27日-30日、パルコ劇場/10月2日、シアタードラマシティ）
  - 僕等の図書室3～みんなで読書会～（2014年5月3日-4日、銀座ブロッサムホール/5月6日、シアター・ドラマシティ）
  - 僕等の図書室　特別授業（2016年12月24日-27日、有楽町朝日ホール/12月31日、サンケイホールブリーゼ）
- ロミオとジュリエットのハムレット（2012年5月5日-13日、銀座博品館劇場）- レアティーズ役
- CORNFLAKES第8回公演｢体感季節｣（2012年5月24日-29日、中目黒キンケロ・シアター）- 和樹 役
- 少年社中プロデュース【モマの火星探検記～Inspired by High Resolution～】（2012年8月3日-12日、吉祥寺シアター）- ガーシュウィン 役
- 時速246億 vol.06『リボン』（2012年10月23日 - 28日、赤坂RED THEATER/11月3日 - 4日、名古屋テレピアホール）
- ビジュアルボーイ10周年記念イベント シェイクスピア・朗毒パフォーマンス『ベースボーーール　ハムレット！』（2012年11月23日、東京タワー タワーホールA）-  パック/オフィーリア 役 ※日替わりゲスト出演
- ドリームジャンボ宝ぶね〜けっしてお咎（とが）め下さいますな〜（2013年1月6日 - 13日、青山劇場/1月26日、梅田芸術劇場） -  沖田総司 役
- 本格文學朗読劇シリーズ≪極上文學≫第3弾「夢十夜」（2013年1月17日-21日、シアターサンモール）
- キタムラ印プロデュース公演#2「MARIONETTES-マリオネッツ-」（2013年2月20日-24日、中目黒キンケロ・シアター）- ジン/ヨミ 役
- Messiah メサイア - 三栖公俊 役
  - Messiah メサイア -銅ノ章-（2013年4月10日 - 14日、シアターサンモール）
  - Messiah メサイア -白銀ノ章-（2014年1月15日 - 19日、シアターGロッソ）
  - Messiah メサイア -紫微ノ章-（2014年8月20日 - 24日、サンシャイン劇場）
  - Messiah メサイア -翡翠ノ章-（2015年5月13日 - 24日、サンシャイン劇場/30日 - 31日、新神戸オリエンタル劇場）
  - Messiah メサイア -鋼ノ章-（2015年9月2日 - 13日、シアターGロッソ/19日 - 21日、新神戸オリエンタル劇場）
- 少年社中第26回公演「ラジオスターの悲劇」（2013年5月8日-15日、吉祥寺シアター）[3]
- BOYS★TALK（2013年6月7日-9日、全労済ホール スペース・ゼロ）
  - BOYS★TALK2（2014年12月28日、新宿FACE）
- タンバリンプロデューサーズ第12回公演 舞台『鬼切丸』（2013年8月3日 - 11日、吉祥寺シアター） - 幻雄 役
  - 舞台『鬼切丸』（再演）（2015年1月24日 - 2月1日、あうるすぽっと） - 幻雄 役
- のぶニャがの野望（2013年10月2日-6日、六行会ホール）- 伊達まシャムね 役
- 劇団たいしゅう小説家Present’s 全労済ホール/スペースゼロ 提携公演 舞台『余白な僕ら』（2013年10月30日、全労済ホール/スペースゼロ）- ※日替わりゲスト出演
- 朗読劇極上文學V『Kの昇天〜或はKの溺死〜』（2013年11月27日 - 12月3日、全労済ホール スペース・ゼロ）- 主人公 役
- 歳末明治座 る・フェア 〜年末だよ！みんな集合!!〜（2013年12月21日 - 24日、明治座/12月31日、NHK大阪ホール） - 伊勢義盛 役
- Glorious Creations×劇団TEAM-ODAC公演『BLACK10』（2014年2月5日-9日、全労済ホールスペース・ゼロ）- 後藤元継 役
- ミュージカル「ファウスト～愛の剣士たち～」（2014年6月27日-7月7日、AiiA Theater Tokyo/7月12日-13日、森ノ宮ピロティホール）- アバレ 役
- 秦組vol.6『くるくると死と嫉妬』（2014年12月3日-11日、池袋あうるすぽっと）- 薮 役
- 聖☆明治座・るの祭典 ~あんまりカブると怒られちゃうよ~（2014年12月19日 - 23日、明治座/12月27日、梅田芸術劇場メインホール）- 中川清秀 役
- る・コン 〜あんなこと、こんなことあったでSHOW〜（2014年12月31日、明治座）
- 少年社中 第30回公演【リチャード三世】（2015年3月4日-12日、池袋あうるすぽっと）- バッキンガム 役
- 極上文學第8弾｢草迷宮｣（2015年3月18日-24日、紀伊國屋ホール/４月10日-12日、梅田芸術劇場シアター･ドラマシティ）- 悪左衛門 役
- BS‐TBS×朝劇 朝劇代官山「リブ・リブ・リブ」（2015年4月23日-24日、代官山 IVY PLACE）- 兄 役
- 舞台キャットミント隊#8｢アガルタの花｣（2015年7月22日-26日、俳優座劇場）- ラクシャス/エーカム 役
- 朗読劇｢しっぽのなかまたち4｣（2015年8月15日、19日、全労済ホールスペース・ゼロ）六畳一間の王国:金谷 役、犬の大学:ミサイル先生 役
- 炎の蜃気楼昭和編 瑠璃燕ブルース（2015年10月8日 - 13日、シアター1010） - 東雲次郎 役
- 晦日明治座納め・る祭～あんまり歌うと攻められちゃうよ～（2015年12月29日-12月31日、明治座/1月16日、梅田芸術劇場メインホール）- 紀古佐美 役
- 舞台｢私のホストちゃん名古屋栄編｣（2016年1月29日-2月14日、天王洲銀河劇場/2月20日、ももちパレス大ホール/2月26日-28日、森ノ宮ピロティホール/3月1日-2日、名古屋市芸術創造センター）- 寿司郎 役
  - 舞台「私のホストちゃんREBORN」（2017年1月18日、池袋サンシャイン劇場）- 寿司郎 役 ※ゲスト出演
- GRASP produce vol.4舞台龍狼伝 第二章（2016年4月6日 - 10日、シアター1010） - 夏侯惇 役
- 舞台芸術集団地下空港第16回公演｢ポセイドンの牙｣（2016年6月1日-5日、紀伊國屋ホール）- ドローナ 役
- 少年社中第32回公演｢三人どころじゃない吉三｣ （2016年7月22日-31日、紀伊国屋ホール/8月6日-7日、近鉄アート館）- 木屋文里 役[4]
- インフェルノ（2016年9月3日-11日、シアターGロッソ）- ブラック・サンタ 役[5]
- 加藤健一事務所vol.98 舞台｢誰も喋ってはならぬ！｣（2016年11月23日-12月7日、本多劇場）- セバスチャン 役[6]
- ノラガミ-神と絆-（2017年2月16日 - 26日、AiiA 2.5 Theater Tokyo） - 舞台オリジナルキャラクター 敢御 役
- 劇団たいしゅう小説家15周年記念第4弾「Aサービス」（2017年5月17日-21日、萬劇場）- 村上雅哉 役
- SOLID STARプロデュースvol.10｢仁義ある宴会｣（2017年7月12日-17日、シアターサンモール）- 溝口 役
- 超体感ステージ『キャプテン翼』（2017年8月18日 - 9月3日、Zeepブルーシアター六本木） - [7]若林源三 役[8]
- InnocentSphere公演｢”4×4=0″//re-edit(ﾌｫｰﾊﾞｲﾌｫｰｲｺｰﾙﾗﾌﾞ)｣ （2017年11月16日-19日、座・高円寺）命の露:吾妻先輩/源田 役、ムゲンノショウメイ:数学者3 役
- 銀岩塩「牙狼＜GARO＞ -神ノ牙 覚醒-」（2017年11月29日 - 12月3日、東京・全労済ホール / スペース・ゼロ）[9] - ユバンギ 役[10]
- ゆく年く・る年冬の陣 師走明治座時代劇祭（2017年12月28日-31日、明治座/2018年1月13日、梅田芸術劇場） - 穴山小助 役
- 白痴（2018年3月28日 - 4月1日、CBGKシブゲキ!!） - 少尉 役[11][12][13]
- うつろ[虚]のまこと[実]―近松浄瑠璃久遠道行（2018年6月3日-10日、博品館劇場）出世之章:景清 役、 生瓢之章:孫右衛門 役[14][15]
- ティーファクトリー舞台「レディ・オルガの人生」（2018年9月29日-10月8日、吉祥寺シアター）[16]
- 逸見輝羊 × 鴻上作品 第二段 STAGE THE WORKOUT「朝日のような夕日をつれて」（2018年11月6日-11日、本所松坂亭劇場）
- 歳が暮れ･るYO 明治座大合戦祭（2018年12月28日-31日、明治座/2019年1月19日、梅田芸術劇場メインホール）- 板垣信方 役
- 劇団空感演人 第十二回本公演 ｢カノン｣（2019年5月22日-26日、シアターサンモール）- 野茂 役
- milestone vol.4｢The Middle World｣（2019年7月11日-22日、Geki地下リバティ）- 寿限無 役
- 月紫光 GESSIKO NINJA MIKAZUKI~第一章 紫の雲~｣（2019年9月19日、CLUB CITTA’）- ガモン 役
- 明治座の変　麒麟にの・る（2019年12月28日-31日、明治座）- 飼育員田村さん 役
- 殺し屋にくびったけ（2020年7月8日 - 12日、シアターサンモール） - 吉良 役[17]
- テアトルアカデミー40周年記念公演「MARIGOLD～絶望の花言葉～2020｣（2020年8月5日-11日、TACCS1179）公演中止
- K.B.S.Project「超青春合唱コメディ『SING!』-2020-」（2020年8月27日 - 30日、ヒューリックホール東京）- 芦ノ浦潔 役[18][19][20]
- スライディングドアプランニングス第3回舞台公演 タイトル未定 （2020年9月3日-7日、R’sアートコート労音大久保会館） 公演中止
- チャオ！明治座祭10周年記念特別公演『忠臣蔵討入・る祭』（2020年12月30日、明治座）- ゲスト出演
- 淡海乃海－声無き者の歌をこそ聴け（2021年3月10日-14日、俳優座劇場）- 顕如 役[21]
- 人狼系推理バトル「レジスタンスイレブン」レジスタンスイレブン～未知なる敵からの卒業～（2021年3月16日、R’sアートコート労音大久保会館）[22]
- いとしの儚（2021年10月6日-17日、六本木トリコロールシアター）- ゾロ政 役[23][24][25]
- Yプロジェクト/WHITE WAY 共同企画公演  舞台『軋み』（2022年2月23日-25日、新宿コフレリオホール）- サカシタ 役 ※27日までの公演予定だったがコロナの影響により25日昼公演をもって中止[26]
- ヨリソウ重力（2022年3月23日-27日、六行会ホール） 菊池隆也役 公演中止
- 高木聡一朗プロデュース「いきなりステージ」（2022年5月29日、萬劇場）[27]
- 晴れときどき、わかば荘 あらあら（2022年6月10日-20日、草月ホール）- 清川誠司 役[28][29][30][31]
- イルカ団!!『Q.T!!!』（2022年9月14日-18日、東池袋アトリエファンファーレ）- 真壁希一 役[32]
- 12人の怒れる者たち（2022年12月15日-18日、中目黒トライ）- 陪審員6番 役[33]
- イベント企画OZ vol.15 「戦国NEO原∞｣（2023年1月11日-15日、六行会ホール）- ノブナガ 役[34]
- LIVEDOGプロデュース「DOG’S」（2023年2月17日-26日、中目黒キンケロ・シアター） - ブルース 役[35]
- オムニバス二人芝居『ふたりよがり』演目【ふれる面会】（2023年3月10日-12日、池袋西口GEKIBA）- 弁護士役、囚人役の交互2役
- 安達健太郎と役者が漫才とトークするLIVE（2023年4月22日- 23日、池袋西口GEKIBA）
- イルカ団‼︎ 「恋するアンチヒーロー」(2023年6月21日-7月2日、上野ストアハウス）- 狂犬戦隊ガルルンジャー ガルレッド 役[36]
- 『春、揺らぐ、勿忘草』（2023年7月14日-17日、赤坂πTOKYO）- 山岡拓海 役[37]
- ENG第14回公演『ヨリソウ重力（ENG改定版）』(2023年8月16日-20日、吉祥寺シアター）- 菊池隆也 役
- オムニバス二人芝居『ふたりよがり』（2023年9月15日-18日、池袋西口GEKIBA）- 演目【リストランテ】店員役、【卒業】純役
- イルカ団‼︎ PREZENTS『Rendez-Vous!!』（2023年9月27日-10月1日、池袋kassai）- 相良 役[38]
- CONTE STAGE『マンションの庭の象』（ 2023年11月10日-12日、池袋西口GEKIBA）
- 皇帝ロックホッパー 1ST STAGE PERFORMANCE 『CHERRY BOYS~GRADUATION~』（2024年2月2日-11日、上野ストアハウス）- 鳥居新 役[39]
- 蒼穹の王（2024年2月24日-28日、光が丘IMAホール）- ヴァージル 役[40][41]
- ENG10周年記念公演第二弾 『Rock in the 本能寺』（2024年5月22日-26日、六行会ホール）- ギターモノノフ・アベ 役[42]
- 『春、揺らぐ、勿忘草』（2024年5月31日-6日2日、池袋西口GEKIBA）- 安藤 役[43]
- これからミステリーpresentsマーダーミステリー舞台「魅せマダ-ACTOR-」（2024年6月29日、新宿コフレリオホール）-「We’re the STARS !?」那須真 役、｢#RèSET｣ 白石洋介 役[44]
- sitcomLab. × イルカ団!! 真夏の合戦 「リバースヒストリカ」×「リバースヒストリカ」（2024年7月16日-21日、中野ザ･ポケット）- 幸田 役
- !ll nut up fam「ドウトク」（2024年7月30日-8月4日、studioZAP!）- 死刑囚313号 役[45]
- 皇帝ロックホッパー 2nd stage performance 『音の光る影』(2024年9月4日-8日、上野ストアハウス) - 西田隆二 役[46]
- イルカ団!!PRESENTS ドラキュラ!!『Dies irae!!』（2024年9月28日-10月6 日、上野ストアハウス ）- ヴァン･ヘルシング 役
- 朗読実験室『詠む人たちと聴く人たち』（2024年11月1日-11月4 日、渋谷 BISTRO NOCHE） - 『裁判〜海中の城の真実～』弁護人 役 『バイト面接』吉田 役  『赤ずきん等』狼 役  『銀行強盗』男B 役  『サッカー部』監督 役  『誘拐』刑事 役  『裁判〜とある雪の日の真実～』弁護人 役
- 舞台【メロスなんて大嫌い】（2024年12月21日-31日、上板橋グリーンドア）- 青木達也 役
- 劇団安達電機商会第3回公演『メゾン・ド・二ギータ』( 2025年1月15日-19日、千本桜ホール(学芸大学)) - 坂下義男 役
- ENG第22回公演 「九龍の玉漿」（2025年3月19日-23日、六行会ホール）- 林立（レン・リー） 役
- こくみん共済 coop ホール／スペース・ゼロ 提携公演「葬列の王」（2025年7月3日-6日、こくみん共済 coop ホール／スペース・ゼロ）- マティアス·ライヒハート/王 役[47][48][49]
- イルカ団!!presents ｢C.R.E.A.M.!!!!!｣（2025年9月24日-9月28日、Route Theater） -  椎名直人 役
- ENG第24回公演『幕末の空に 戦国を見る』（2025年11月19日-23日、六行会ホール）

### ミュージックビデオ
- 軍鶏SHA・MO「LUCIFER～筑豊堕天使爆走連盟 ～」
- 軍鶏SHA・MO「SUPER STAR～不良少年行進曲～」
- 軍鶏SHA・MO「彦山川 ～あったかい瞳のかあちゃん～」
- 倖田來未「甘い罠」
- 大塚愛「HEART」
- る・ひまわり 祭りシリーズ作中ユニット関連
  - アワレンジャー「わんわんLOVE」
  - 御ピース「つわものディストラクション」
  - バルト☆5「サル、大キライッ！」
  - KYO NO HAJIMARI「MONONOKE MIDNIGHT」
  - 真弾青少年団「Not a future」
  - ギリギリーン「リアル武士」
- 軍鶏SHA・MO  8thシングル「BERR FIGHT〜ヨッシャー〜」（2022年8月）

### CM
- 興和トメダインコーワフィルム（2010年7月15日-） - 主演：止田止太郎 役
- P&G Gillette×ドン・キホーテWEB-CM（2021年11月-）天王寺刃役
- リクルート カーセンサー「オカンセンサー 親類編」（2021年1月-）オカンセンサーの親族役

### ウェブテレビ
- 中村龍介のニコニコチャンネル【中村龍介の龍ch.】（2019年4月22日-2022年4月24日）※現在はアーカイブのみ
- 俳優 中村龍介の「調子はどげんね？｣（2022年7月27日-2023年3月31日/LINELIVE※サービス終了）
- ザ☆下北沢エンターテインメントDX（2009年11月23日、webTV）
  - ザ☆下北沢エンターテインメントDX（2010年3月22日、webTV）
- 生男ch（2011年5月13日、ニコニコ動画）
- 聖エクレール学園～男子部～（2011年10月15日、DMM）
- Ameba Studio（2011年11月30日、サイバーエージェント）
- Ameba Studio～中村龍介のBirthDay放送～（2012年2月12日、サイバーエージェント）
- つながるGO！GO！（2013年3月12日、ケーブルテレビJ:COMチャンネル）
- ニコ動情報番組｢楽屋の神様｣第14回（2013年2月6日、ニコニコ動画）
  - ニコ動情報番組｢楽屋の神様｣（2013年3月27日、ニコニコ動画）
- シャチュウ_TV（少年社中Ustream）
  - 2013年5月6日
  - 2013年5月16日
- 若き7人のチャレンジ侍（2013年7月12日、サイバーエージェント）
- 緊急特番!!る・ひまわり特別番組 INアメスタ【さぁ、みんな集合！！】（2013年8月23日、サイバーエージェント）
- ～男女探求バラエティ～ 妖しきボロ酔いの館（サイバーエージェント） 
  - 2014年1月23日
  - 2014年2月27日
  - 2014年3月20日
  - 2015年6月25日
  - 2016年4月30日※最終回ゲスト

- 【僕等の図書室3～みんなで読書会～】  Ameba Studio特別番組（2014年3月8日、サイバーエージェント）
- 「NIHK（ニーエイチケー）」（サイバーエージェント）
  - 2014年5月11日
  - 2015年4月26日
- 古坂大魔王のカツアゲ！（2014年9月16日、サイバーエージェント）
- ブサイク☆キングダム（2014年10月22日、サイバーエージェント）
- キャストサイズニュース#20（2015年4月8日、ニコニコ動画 キャストサイズチャンネル）ゲスト
- THEATERCLIP「佐藤貴史バミッて行こうぜ！」（2015年8月24日、演劇専門サイトシアタークリップ）
- 僕らのオリコン（2016年11月30日、オリコン）
- 僕等の図書室の木曜The NIGHT（2016年12月9日、AbemaTV） - MC[50]
- FRESH！「タッキーチャンネル」～祝・33歳 バースデー2時間スペシャル～（2018年5月29日）
- オイハギ！round1（2020年7月31日、YouTube）、round2（2020年7月31日、vimeo）
- 「兼ちゃん食堂 in 米 ライス」2ndシーズン第2回（2020年10月31日、オンステージ）
- Mission in B.A.C（LINELIVE） 
  - 2020年4月9日 配信中止
  - 2020年4月18日
  - 2020年7月1日～4月度ミッション達成SP〜
  - 2021年12月28日
  - 2022年5月19日
  - 2022年9月8日

### ウェブドラマ
- 即興演技サイオーガウマ SEASON:01（2019年3月20日 - 、numan） - 主演- 三澤純平 役　※玉城裕規とダブル主演[51]
- デジタ・るコンテンツ第一弾『僕等の図書室 リモート授業』（2020年6月6日）

### イベント
- 主催イベント  
  - クラブ龍（2011年8月11日、目黒食堂）
  - 新・クラブ龍（2011年10月13日、目黒食堂）
  - 新・クラブ龍 Vol.2（2011年12月8日、目黒食堂）
  - 新・クラブ龍Vol.3-in Meguroshokudo Final?-（2012年2月9日、目黒食堂）
  - クラブ龍 番外編バスツアー（2014年2月22日-23日）
  - クラブ龍 久々編、久々編2（2016年4月29日、カラオケ館銀座総本店）
  - クラブ龍～番外編弐～バスツアー（2016年9年24日-25日）
  - クラブ龍2019 〜生誕祭〜（2019年3月10日、表参道エラグ青山）
  - バースデーイベント クラブ龍2020（2020年2月11日、club GHQ）
  - 中村龍介バースデーイベント（2023年2月19日、EXスタジオ麹町）
- 中村龍介×寿里バースデーイベント
  - 龍寿-Dragon's Lifetime-（2017年2月20日、パークサイドタブレス）
  - 龍寿-Dragon's Lifetime-Vol.2（2018年2月12日、阿佐ヶ谷ロフトA）
- 最遊記歌劇伝 -Dead or Alive-
  - 最遊記歌劇伝 -Dead or Alive- トークショー（2009年2月7日、サンシャイン60展望台）
  - 最遊記歌劇伝 -Dead or Alive-DVD発売記念イベント・握手会（2009年8月30日、アニメイト名古屋、アニメイト天王寺、アニメイト日本橋）
- SAIYUKI FESTA '09 -最遊記シリーズ大原画展-（2009年10月31日、池袋サンシャインシティ 文化会館4F B）
- BARABAN NIGHT! 
  - BARABAN NIGHT! 21th!（2009年11月25日、原宿アストロホール）
  - BARABAN NIGHT! 23th!（2020年3月15日、原宿アストロホール）
  - BARABAN NIGHT! 25th!（2010年７月19日、原宿アストロホール）
  - BARABAN NIGHT! 27th!(2010年11月12日、原宿アストロホール）
  - BARABAN NIGHT! 28th! ～大忘年会～（2010年12月29日、原宿アストロホール）
- SUNBEAM Presents『Cooking＆TalkLive COOKING BOYS ♯09』（2011年9月29日、ザ☆キッチンNakano）
- 戦国鍋TV
  - 戦国鍋TVまさかの1周年記念調子に乗ってCDまで出しちゃいますライブ」（2011年5月11日、関内ホール）
  - 知恵の木ステージショー ITS SHOW TIME 大江戸鍋祭プロモーションイベント（2011年11月26日、サンリオピューロランド）
  - 聖エクレール学園～男子部～授業参観スペシャル（2012年3月16日、DMM/恵比寿・エコー劇場）
  - 大江戸鍋祭～あんまりはしゃぎすぎると討たれちゃうよ～上映会（2012年3月27日、シアタードラマシティ/3月29日、キャナルシティ福岡）
  - 大江戸鍋祭 最後の最後に上映会（2012年7月16日、日本青年館）
  - 戦国鍋TVtvkに40年の歴史あり!祝ってみせようホトトギスLIVE（2012年10月20日、横浜赤レンガパーク野外特設会場）
  - 戦国鍋TVライブツアー 〜武士ロックフェスティバル2013〜（2013年1月9日、ZeppTokyo） - シークレットゲスト
- 私立ビジュボ学園 文化祭!?（2012年11月17日、東京タワー タワーホールA）
- 公開収録&カウントダウンイベント「神話（かみばな）〜日本には八百万の神様がいる〜」（2012年12月31日、赤坂ACTシアター）
- 僕等の図書室～平成24年度終業式～（2013年2月14日、日本青年館大ホール）
- Messiah メサイア
  - Messiah メサイア -赤蓮ノ章-（2013年6月22日 - 23日、時事通信ホール）
  - Messiah メサイア -琥珀ノ章-（2013年10月12日、星陵会館/13日、TBホール）
  - Messiah メサイア -秘色ノ章-（2014年10月19日、ニッショーホール）
  - Messiah メサイア -影青ノ章-DVD購入者限定イベント（2015年7月11日、ニッショーホール）
  - Messiah メサイア -宵宮乃刻-（2016年9月17日、ニッショーホール）
  - Messiah メサイア外伝-極夜 Polar Night- DVD発売記念イベント（2017年12月10日、埼玉県三郷市文化会館）
  - Messiah メサイア-暁乃刻-アフタートークゲスト出演（2017年2月13日、サンシャイン劇場）
- 歳末明治座る・フェア～年末だよみんな集合！～上映会（2014年2月11日、日本青年館）
- のぶニャがの野望関連イベント｢人猫(じんびょう)｣（2014年9月12日-15日、GEKI地下リバティ）
- 映画『カバディーン!!!!!!!～激突・怒黒高校篇～』の完成披露イベント（2014年8月31日、東商ホール/9月6日、朝日生命ホール/9月7日、東建ホール）
- バルト・る 映画祭（2014年8月9日、Tジョイ博多）
- ｢聖☆明治座 るの祭典」｢る・コン」上映会 （2015年3月14日、豊洲pit/3月21日、シアター・ドラマシティ）
- 東映とる映画祭（2015年10月27日-11月1日、丸の内TOEI）
- CLIE Summer Festival 2016『インフェルノ』公演直前イベント（2016年8月27日、池袋サンシャイン劇場）
- 今月の宮下雄也vol.26（2017年5月2日、ロフトプラスワン）
  - 今月の宮下雄也vol.27（2017年6月9日、ロフトプラスワン）
  - 今月の宮下雄也vol.34（2018年1月5日、ロフトプラスワン）
  - 今月の宮下雄也vol.43 テーマ【変人】（2018年10月19日、ロフトプラスワン）
- 黄金週間は？るひま の映画祭！『ぼくとしょカウントダウン！』上映会（2017年5月4日、東京FMホール）
- 青春ディスカバリーフィルム～どこだって青春編～短編映画「がむしゃらソールド・アウト」完成披露イベント（2017年5月13日、浜離宮朝日ホール・小ホール）
- 三人どころじゃない吉三 DVD上映＆トークショー（2017年5月27日、TBホール）
- スマートボーイズPresents ニコ生・スマボch「花の！85年組！」  滝口幸広「32歳生誕"前夜"祭」公開生放送 with B(=85年組Boys)（2017年5月28日、渋谷シダックスホールA）
- 超体感ステージ「キャプテン翼」ファン感謝祭（2017年10月30日、Zeppブルーシアター六本木）
- る年祭上映会「来年の今日は平成最後の日だよ！の部｣（2018年4月30日、浅草公会堂）
- る・ひまわり×産経新聞社
  - る・ひまわり×産経新聞社 第1弾 黄金週間だからして緊急特別企画『る・ひま年末シリーズを振りかえ・るイベント』（2018年5月4日、産経新聞東京本社会議室）
  - る・ひまわり×産経新聞社 第2弾「やりすぎるひま都市伝説」（2018年7月29日、産経新聞東京本社会議室）
  - る・ひまわり×産経新聞社イベント「演出家・板垣恭一は知っている」第1弾（2018年11月25日、産経新聞東京本社会議室）- ナビゲーター
  - る・ひまわり×産経新聞社イベント『かっちとお茶会』たっきー&りゅうちゃんとガチ恋愛トークしYO(2019年3月30日、産経新聞東京本社会議室）
  - る・ひまわり×産経新聞社イベント「演出家・板垣恭一は知っている」第2弾（2018年3月30日、産経新聞東京本社会議室）- ナビゲーター
- スマボFes 2019 冬～Legendたち(?)のバレンタイン～（2019年2月17日、R’sアートコート）
- 【歳が暮れ・るＹＯ 明治座大合戦祭】「今日は日本で初めて缶ジュースが発売された日だよ！上映会　午後の部｣（2019年4月28日、日経ホール）
- 【即興演技サイオーガウマ】SEASON:01 DVDリリース記念イベント【アフトーガウマ】vol.1（2019年6月8日、マンサード代官山3F）
- 龍ch.ファンミーティング#1 中村龍介36th バースデーイベント（2021年2月13日、ELLARE）
- 映画『黄龍の村』上映会記念トークショー（2021年11月13日、キネカ大森）
- 兼崎健太郎クリスマスイベント（2021年12月26日、上板橋グリーンドア）
- 「納豆食べる限界を見に来てください祭」（2022年7月10日、上板橋グリーンドア）
- 「る XPO2022」（2022年7月30日、神田明神 EDOCCO STUDIO）
- 山口ヒロキフェス2022（2022年8月7日、渋谷ユーロライブ）
- 映画『グリーンバレット』舞台挨拶&ティーチインイベント（2022年10月11日、池袋シネマ・ロサ）
- 兼崎健太郎の仮装感謝祭（2022年11月23日、上板橋グリーンドア）
- イベント企画OZ 「年末イベント」（2022年12月29日、プレジャーホール横浜）
- イルカ団!!ファン交流会イベント「イルカふれあい広場」
  - vol.1 （2023年4月8日、時代ワールドミュージック）
  - vol.2 （2023年11月19日、時代ワールドミュージック）
- 映画『ウルフハンターが行く！ 人狼 三国志編』完成記念イベント（2023年4月16日、東京証券会館ホール）
- 皇帝ロックホッパー1st STAGE PERFORMANCE「CHERRY BOYS〜 GRADUATION〜」事前イベント（2024年2024年1月21日、RAFT）
- ひな祭りグリーンドア25周年イベント（2024年3月3日、上板橋グリーンドア）- MC
- 皇帝ロックホッパー2nd stage performance 『音の光る影』事前イベント(2024年8月25日、Art Live Space Special Colors)
- 「#栗原大河 27th Birthday」（2024年11月23日、中野シアターかざあな）- ゲスト出演
- 舞台【メロスなんて大嫌い】カウントダウンイベント（2024年12月31日、上板橋グリーンドア）- MC
- ENG10周年記念公演第二弾「Rock in the 本能寺」 DVD.Blu-ray発売記念イベント『思い出話を聞いてみな、飛ぶぞ』(2025年1月13日、新宿LOFTプラスワン)
- 兼崎健太郎・中村龍介と行く2025初詣バスツアー（2025年2月1日-2日、静岡方面）

### その他
- ファイナルファンタジーXV（モーションキャプチャ） - レイヴス・ノックス・フルーレ 役
- CRAZY CRASH（2010年12月8日、高田馬場Clubフェイズ）※軍鶏 ～shamo～メンバーとして参加
- Girls Award2011（2011年4月29日、国立代々木競技場第一体育館）※fukulog Fashionista award 2011 エントリー上位入賞のため
- 本栖湖ファウンドレイジングマラソン - 結果:完走（2011年10月9日）
- 東京ボーイズコレクション （2014年10月30日）
- 少年ハリウッド -HOLLY STAGE FOR 49-（声優）（2014年、TOKYO MX他独立局系）-  遠山徹 役
- NHK BSプレミアム プレミアムステージ 舞台「誰も喋ってはならぬ！｣（2017年3月5日放送/11月5日アンコール放送、NHK)
- MESSIAH FIRST EXIBITION（2017年6月14日-6月21日、GALLERY X BY PARCO）
- NHKスペシャル 仮想通貨ウォーズ～盗まれた580億円を追え！～（2018年5月12日、NHK）- 再現映像
- 麻布十番 納涼まつり ステージ10BANG（2019年8月25日、パティオ十番）※ボードビルショー「月紫光｣パフォーマンス